# News World Communications
News World Communications Inc. é uma corporação de mídia de notícias internacional norte-americana.

## História
Foi fundada na cidade de Nova York, em 1976, pelo fundador e líder da Igreja da Unificação, Sun Myung Moon. Seus dois primeiros jornais, The News World (mais tarde renomeado como New York City Tribune) e o jornal em espanhol Noticias del Mundo, foram publicados em Nova York de 1976 até o início dos anos 1990. Em outubro de 2009, Hyun Jin Moon assumiu como presidente.
Atualmente, a News World Communications é proprietária da United Press International, GolfStyles (anteriormente Washington Golf Monthly), Segye Ilbo (Coreia do Sul) e Sekai Nippo (Japão). Anteriormente, possuía The World and I, bem como os já extintos Tiempos del Mundo, Zambezi Times (África do Sul) e Middle East Times (Egito).
Até 2008, publicou a revista Insight on the News, com sede em Washington D.C. O jornal mais conhecido da News World Communications foi o The Washington Times, que a empresa possuía desde a fundação do jornal em 1982 até 2010, quando Sun Myung Moon e um grupo de ex-editores do Times compraram o jornal da News World Communications sob a empresa. News World Media Development, que agora também é dona da The World and I. O Times é atualmente propriedade de um conglomerado diversificado de propriedade do movimento de Unificação, Operations Holdings, através do Washington Times LLC.